# محوطه هزار مه نی
محوطه هزار مه نی مربوط به سده‌های میانه دوران‌های تاریخی پس از اسلام است و در شهرستان کوهدشت، بخش کونانی، دهستان کونانی، ۳۰۰ متری جنوب شرق اداره جهاد کشاورزی واقع شده و این اثر در تاریخ ۱۸ اسفند ۱۳۸۷ با شمارهٔ ثبت ۲۵۲۸۴ به‌عنوان یکی از آثار ملی ایران به ثبت رسیده است.